# إيميريك إيسيكس فيدال
إيميريك إيسيكس فيدال (29 مارس 1791- 7 مايو 1861) رسام مائي بريطاني وضابط بحرية. سمحت أسفاره الكثيرة حول العالم وفضوله تجاه العادات المحلية وأنماط البشر وقدرة عينه على ملاحظة الصور الخلابة، برسم العديد من اللوحات التي تعتبر اليوم كنزًا تاريخيًا. كان رسام مناظر طبيعية وتخصص كذلك في الرسم التصويري الواقعي للحياة اليومية (كوستومبريستا)، فاعتبر أول فنان بصري صور حياة السكان العاديين في الأرجنتين والأوروغواي، بما في ذلك أول توثيق لقيام شعب الغاوتشو. ترك لنا أيضًا سجلات عن كندا والبرازيل والكاريبي وسانت هيلينا، ورسم صورًا لنابليون المتوفى حديثًا.
لا توجد إلى اليوم سيرة ذاتية كاملة عن حياة فيدال، فقط تقارير موجزة كتبها سكان الأماكن التي زارها فيدال. بالرغم من نشر عدد من أعماله المائية على أنها نقوش بالحفر المائي أنجزت يدويًا، أو باعتبارها طرق حديثة في الطباعة، وبالرغم من أن بعضها بيع في المزاد العلني، إلا أن معظم أعماله قد تعرضت للضياع أو أنها في انتظار من يعيد اكتشافها ضمن مجموعات خاصة.

## سيرة ذاتية

### حياته

#### خلفية عائلية
ولد فيدال في 29 مارس من عام 1791 في برينتفورد، ميديلسيكس، وكان الابن الثاني لإيميريك فيدال وجين إيسيكس. تعتبر خلفيته العائلية غير تقليدية وفقًا لمعايير اليوم.
جرى تعميد والده إيميريك الأكبر في لا باتينتي، وهي كنيسة لطائفة الهاجينوت البروتستانت الناطقة بالفرنسية في سوهو في لندن. (هاجرت عائلة فيدال من فرنسا إلى إنجلترا هربًا من الاضطهاد الذي لحق بهم بعد إلغاء مرسوم نانت (1685). يعتقد أن عائلة فيدال تنحدر في الأصل من أراضي الباسك في إسبانيا).
تسامحت إنجلترا بشكل رسمي مع جماعة الهاجينوت التي كانت كالفينية الأصل. بالرغم من أن جماعة الهاجينوت تعتبر أقلية دينية ولغوية وبالرغم من كونها ناجحة وواثقة بنفسها، إلا أنها واجهت في بعض الأحيان عداءً شعبيًا. كان لدى أفرادها نظرة «الآخر» فلم يقبلوا على الزواج من السكان المستضيفين، وبالرغم من ولادة إيميريك في إنجلترا إلا أنه يعتبر أجنبي وفق القانون ولا يمكنه الحصول على الجنسية البريطانية ما لم يحصل على دور فعال في البرلمان وهذا ما حصل عليه فعلًا في عام 1773. كان وكيلًا في البحرية خلال الحرب ضد فرنسا (وظيفة مدنية موازية لوظيفة المصرفي). عمل سكرتيرًا لدى الأدميرال السير روبرت كينغسميل وجون لوكهارت-روس وروبرت داف.
تزوج إيميريك الأكبر من خارج جماعة الهاجينوت من جين إيسيكس ضمن احتفال إنجيلي في كنيسة سانت برايد في فليت ستريت في لندن في عام 1801، وكان لدى الزوجان مسبقًا ابنة مراهقة وثلاثة أبناء، أما أصول أسلاف الزوجة جين إيسيكس فغير معروفة. جرى تعميد جين إيسيكس في «فاوندينغ هوسبيتال» في عام 1760، وكانت الفتيات الصغيرات يتركن ضمن هذه الدار فيجري إعدادهن ليصبحن خادمات في المنازل. بغض النظر عن أصول الأم، بقي فيدال حتى سن العاشرة هو وأخوته بمثابة أبناء غير شرعيين، الأمر الذي اعتبر وصمة عار شديدة في ذلك الوقت.
كان أخوة فيدال صغار البنية ومع ذلك التحق الثلاثة بمهن بحرية ضمن الحروب النابليونية وما بعدها. كان الأخ الأكبر ريتشارد إيميريك فيدال (1854-1785) حاضرًا في المعارك والمناوشات التي دمرت أو أسرت خلالها 121 سفينة. أما الأخ الأصغر ألكسندر توماس إيميريك فيدال (1863-1792) كان مهندسًا بحريًا أعد رسومًا بيانية للكثير من البحار المجهولة وأصبح نائبًا للأدميرال. اشترى الأخ الأكبر والأصغر بعد تقاعدهما من البحرية أرضًا وأصبحا من المستكشفين في كندا العليا.

#### الزيجات والعائلة والوفاة
تقرب إيميريك إيسيكس فيدال في عام 1814 من آنا جين كابر. كان والدها من رجال الدين التعدديين ويملك دخلًا ماديًا خاصًا. عارض الأب بشدة هذا الارتباط ربما بسبب الأصول الاجتماعية لفيدال. فر الحبيبان مع بعضهما وتزوجا في كنيسة سانت برايد في فليت ستريت في لندن كوالدي فيدال قبل 13 عامًا. أنجبا ستة أطفال، واحد منهم أوين إيميريك فيدال الذي أصبح أول أسقف إنجيلي في غرب أفريقيا وامتلك مهارة لغوية كوالده فأجاد لغة تاميل ومالاي ويوروبا.
أصيب فيدال بجروح بالغة في عام 1832 وبالرغم من أنه تطوع للخدمة في نوبة عمل أخرى وعانى لمدة خمس سنوات من ألم مستمر، إلا أنه أجبر على التقاعد من الخدمة الفعلية بنصف الأجر، وذلك بسبب القوانين الظالمة في البحرية فحصل على أربعة شلنات فقط في اليوم. لكن بالرغم من ذلك، ورث منزلًا يحوي 15 غرفة بمساحة 18 فدانًا من المروج. تزوج فيدال بعد وفاة زوجته في عام 1846 من آني هومفراي ولم يعش الزوجان في عوز أو حاجة.
توفي إيميريك إيسيكس فيدال في برايتون في 7 مايو عام 1861.